# Cameo Records

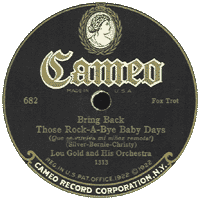
Plaat van Lou Goldner and His Orchestra, op Cameo Records

Cameo Records was een Amerikaans budget-platenlabel, dat zich richtte op dans- en jazz-platen. Het werd in 1922 opgericht in Manhattan, New York, waar ook het hoofdkwartier en de opnamestudio's waren. Het label was zeer succesvol met jazz- en dansplaten, dankzij de lage prijs van 50 dollarcent per plaat. Het label bezat ook enkele sub-labels, waaronder Lincoln Records, Romeo Records en een label voor kinderen, Cameo-Kid. Cameo werd in 1928 overgenomen door Pathé Records, die tot 1930 platen onder 'Cameo' uitbracht. Enkele namen van door Cameo uitgegeven artiesten: Frank Ferera, Vernon Dalhart, blueszangeres Lucille Hegamin, Arthur Fields en Billy Murray. Daarnaast werkten veel 'echte' jazz-musici aan opnamen mee, zoals Red Nichols, Miff Mole, Adrian Rollini en Frank Signorelli.